# 科薩區
59°59′02″N 55°03′29″E / 59.984°N 55.058°E
科薩區（俄语：Косинский район），是俄羅斯的一個區，位於該國中西部，由彼爾姆邊疆區負責管轄，始建於1924年2月23日，面積3,462平方公里，2010年人口7,246，人口密度每平方公里2.09人。